# Don't Let Me Get Me
Don't Let Me Get Me је други сингл који се издвојио са албума Missundaztood америчке певачице Пинк. Песма је објављена 2001. године а пласирала се на топ-листама нешто слабије од претходног сингла Get the Party Started.

## Музички спот
Спот је снимљен почетком 2002. године. У песми Пинк говори о себи и својим проблемима са којима се сусреће већина тинејџера. На крају спота, певачица, чија је коса у овом споту дуга и такође плава, пева завршни део ове песме у пратњи бенда.

## Топ листе
| Земља                | Врх |
| -------------------- | --- |
| Аустралија           | 8   |
| Аустрија             | 10  |
| Уједињено Краљевство | 6   |
| Италија              | 6   |
| Канада               | 20  |
| Немачка              | 10  |
| Нови Зеланд          | 1   |
| САД                  | 8   |
| Француска            | 42  |
| Холандија            | 6   |
| Швајцарска           | 10  |
| Шведска              | 5   |